# Coral Island (Computerspiel)
Coral Island ist ein Computerspiel, das die Genres Simulationsspiel und Rollenspiel vereint. Es wird von dem indonesischen Spieleentwicklungsstudio Stairway Games entwickelt und von Humble Games vermarktet.

## Spielprinzip und Handlung
Das Spiel findet auf einer tropischen Insel statt und enthält ähnliche Spielfunktionen wie andere Farming-Simulationen, beispielsweise Stardew Valley oder Harvest Moon. Zu den Spielmechaniken gehören unter anderem das anpflanzen verschiedener saisonaler Gemüse- und Obstpflanzen, halten von Farmtieren, fangen von Insekten und Fischen, sammeln von Erzen in Minen sowie das tauchen im Ozean. Außerdem gibt es viele Nicht-Spieler-Charaktere (NPCS) auf der Insel mit denen der Spieler Beziehungen aufbauen kann. Die Storyline von Coral Island besteht größtenteils darin, die Ansiedelung des Erdöl Unternehmens „Pufferfish Corp“ auf der Insel zu verhindern. Dies kann erreicht werden, indem die Insel zum Naturschutzgebiet erklärt wird und die Stadt den Rang A erhält, dafür muss der Spieler Spenden für das lokale Museum (Artefakten, Fossilien, Insekten und Fischen) sammeln, den Ozean von Müll reinigen oder Gegenstände an die Göttin im Seetempel tätigen.

## Entwicklung und Veröffentlichung
Das Spiel wurde erstmals 2020 im Early Access und im November 2023 in der Vollversion für Windows sowie für die PlayStation 5 und die Xbox Series veröffentlicht. Der Veröffentlichung ging eine erfolgreiche Kampagne über die Crowdfunding-Plattform Kickstarter im Jahr 2021 voraus. Dabei konnten 1.639.368 US-Dollar von 36.374 Unterstützern für die Entwicklung von Coral Island gesammelt werden.  Allein im ersten Monat nach der Veröffentlichung wurden von Coral Island fast 100.000 Exemplare verkauft, was einem Umsatz von fast 2 Millionen US-Dollar entspricht. Bis August 2024 hat sich das Spiel rund 400.000 Mal verkauft. Ein kooperativer Mehrspielermodus befindet sich in der Entwicklung. Coral Island ist das erste Computerspiel, des 2019 auf Bali gegründeten Indie-Game-Entwickler Studio Stairway Games.

## Rezeption
Zum Release erhielt Coral Island überwiegend positive Kritiken. Metacritic benennt einen Metascore von 82 von 100 für die PC-Version und bei OpenCritic erhält das Spiel einen Metascore von 83 von 100. Die deutschsprachige Videospiele-Zeitschrift GamePro lobt in ihrer Kritik unter anderem die Liebe zum Detail, die Spielmechaniken und die lebendige Inselwelt des Computerspiels. Coral Island erhielt außerdem positives Feedback für die LGBT-Optionen im Spiel, unter anderem ist es möglich NPCS desselben Geschlechts zu heiraten.